# 吕翼仁
吕翼仁（1914年3月27日—1994年4月25日），名訥，小名阿荣，笔名左海，江苏武进人。史学家吕思勉的女儿，中國俄文翻译家，曾是上海作家协会会员、上海翻译家协会会员、上海编译所编审。

## 生平
吕翼仁的母親是衢州知府虞映溪的孙女。1937年吕翼仁毕业于上海光华大学社會學系，之後在上海光華大學國文系擔任助教。1941年冬，日军占领上海租界，上海光華大學停办。吕翼仁於是前往武进、丽江等地的中學任国文、历史、图画教员。中國抗日戰爭結束后，吕翼仁回到上海。吕翼仁還自学俄文，1948年出版第一部蘇聯文學作品译作《我的儿子》。
吕翼仁晚年住在山阴路165弄66号。1980年代后，吕翼仁將精力集中在出版其父遗著、遗稿上，先后出版《吕思勉读史札记》、《史学四种》、《文字学四种》、《论学集林》、《中国制度史》、《先秦学术概论》、《中国民族史》等14种。1993年7月，吕翼仁因跌伤病卧。1994年4月25日逝世于上海建工医院。4月30日在上海西宝兴路殡仪馆舉辦追悼會。吕翼仁終生未婚

## 作品
吕翼仁翻译有20多种文学作品，约400万字，翻譯不少蘇聯俄文文學作品，例如《我的儿子》、《早年的欢乐》、《生命的水》、《粮食》、《普里瓦洛夫的百万家私》、《矿山里的小朝廷》等。吕翼仁的作品還有《廿四史户口考》、《古婚姻考》